# Damaskinos Papandreou
Damaskinos Papandreou (Δαμασκηνός Παπανδρέου) či Damaskinos z Athén (rodným jménem Dimitrios Papandreou; 3. března 1891 – 20. května 1949) byl pravoslavný biskup, arcibiskup Athén a všech Řeků (1941–1949), regent Řecka (1944–1946) a premiér Řecka (1945).
Za druhé světové války oficiálně a veřejně protestoval spolu s dalšími osobnostmi řecké vědy, kultury a společnosti proti deportacím Židů a nařídil kněžím, aby je podporovali a vydali jim falešná křestní osvědčení. Když mu místní velitel SS Jürgen Stroop pohrozil, že ho nechá za tento protestní dopis zastřelit, Damaskinova sarkastická odpověď vstoupila do dějin:
| „ | Řečtí náboženští představitelé se nestřílejí, ale věší. Prosím, respektujte tuto naši tradici! | “ |

Těžko říci, zda byl nevzdělaný Stroop vůbec schopen pochopit, že arcibiskup právě srovnal jeho zemi s všeobecně opovrhovaným režimem Mahmuta II. (považovaným za nejbestiálnější tyranii 19. století), každopádně si ale jeho popravu nakonec rozmyslel.